# 이상한 나라의 지옥법정
《이상한 나라의 지옥법정》은 매주 목요일 밤 9시에 방송되는 법률 전문 교양 프로그램이다.

## 기획 의도
죽(이)지 않아도 보낼 수 있는 지옥이 있다면? 이승과 저승, [극락과 나락 사이] 어딘 가에서 대놓고 내 편만 들어주는 [악마의 변호인]들과 함께 진정 누가 지옥에 갈 사람인지 따져보는 [한풀이 재판쇼].

## 방송 시간
| 방송 채널 | 방송 기간                        | 방송 시간                   | 비고      |
| --------- | -------------------------------- | --------------------------- | --------- |
| SBS TV    | 2023년 1월 26일 ~ 2023년 2월 9일 | 매주 목요일 밤 9:00 ~ 10:30 | 시범 편성 |